# Zbór Kościoła Chrześcijan Baptystów „Studnia” w Częstochowie
Zbór Kościoła Chrześcijan Baptystów „Studnia” w Częstochowie – zbór Kościoła Chrześcijan Baptystów znajdujący się w Częstochowie, przy ulicy Waszyngtona 20.
Nabożeństwa odbywają się w każdą niedzielę o godzinie 11.00.

## Galeria

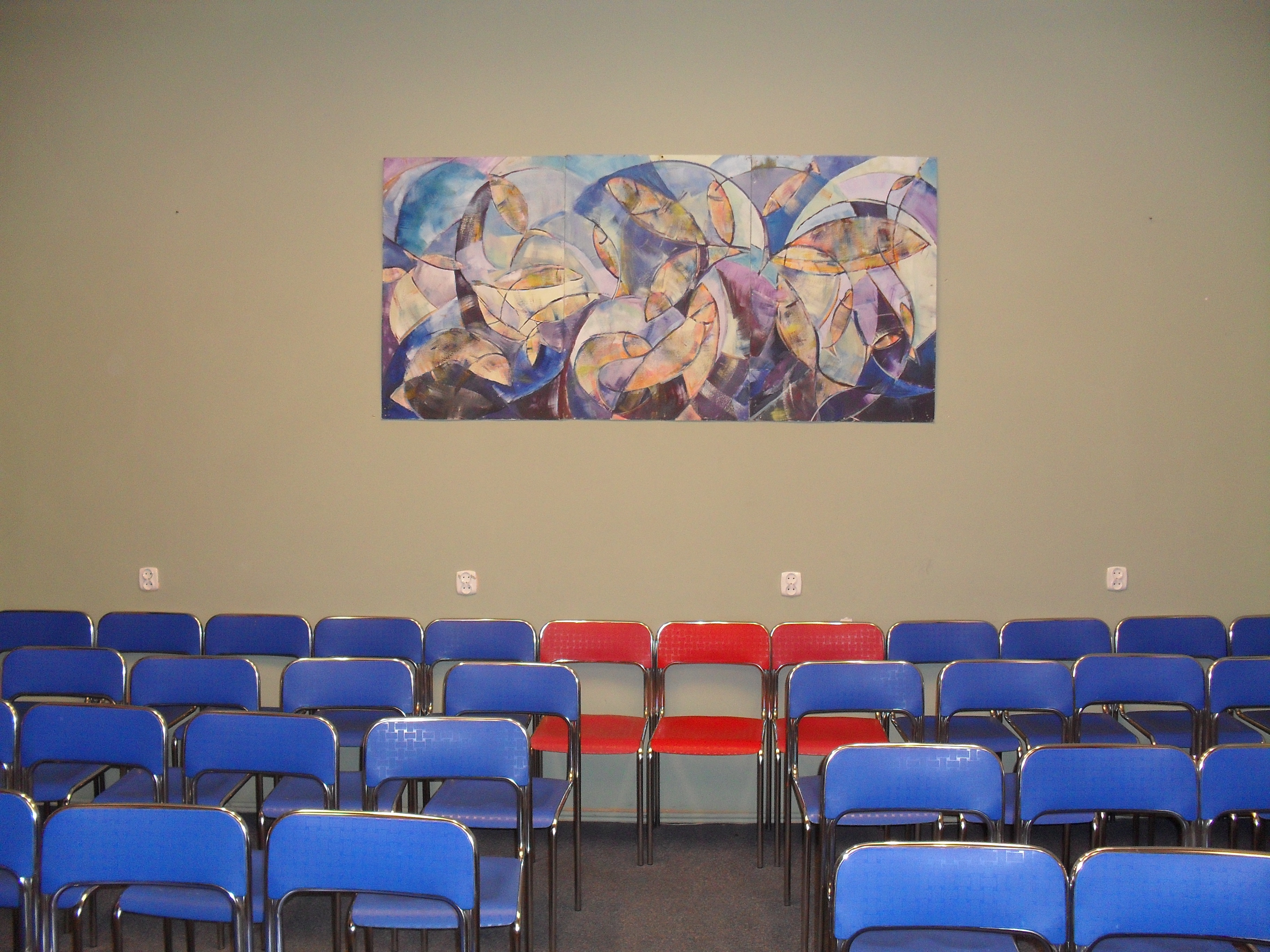
Tył kaplicy
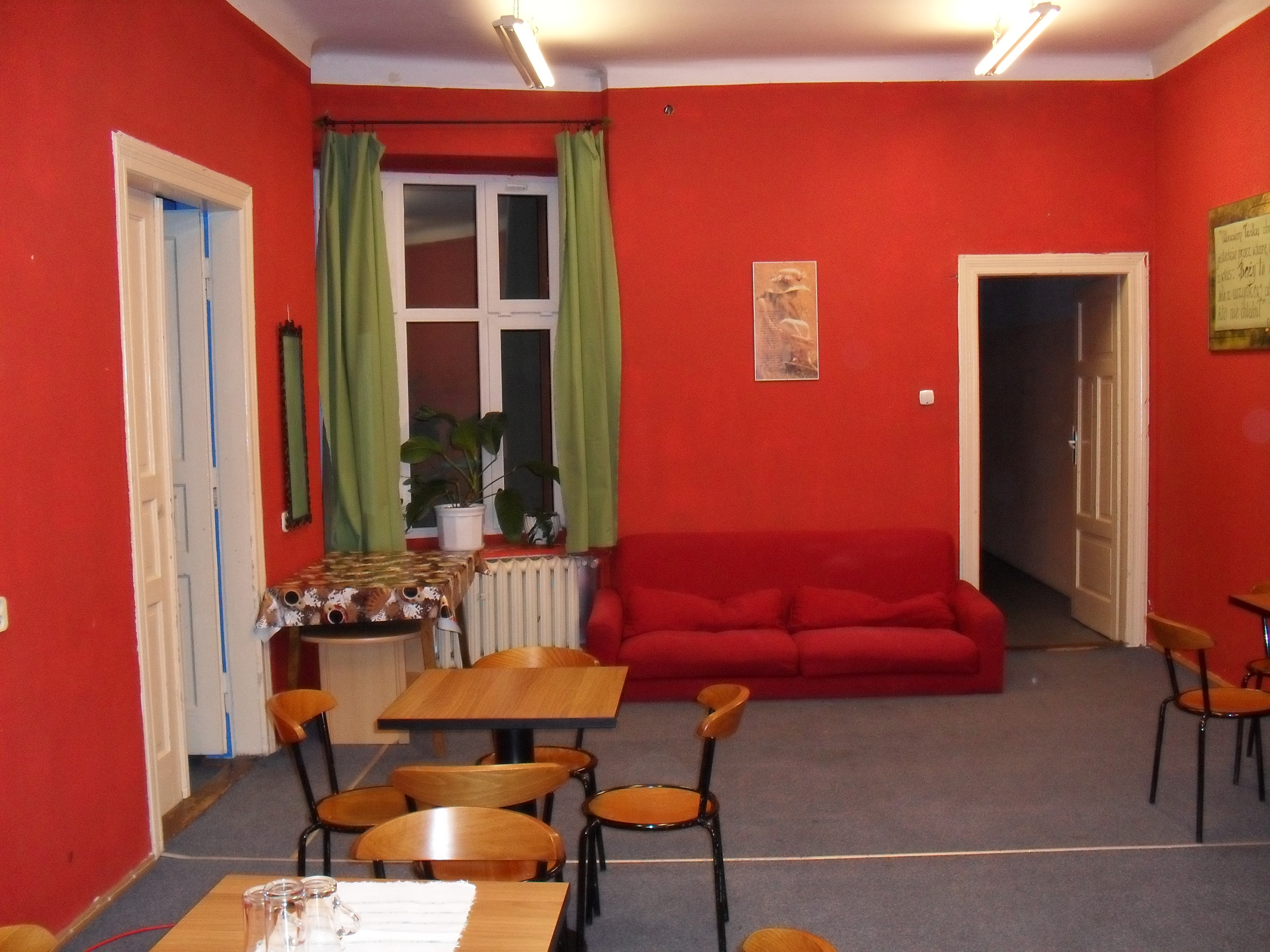
Kawiarenka zboru
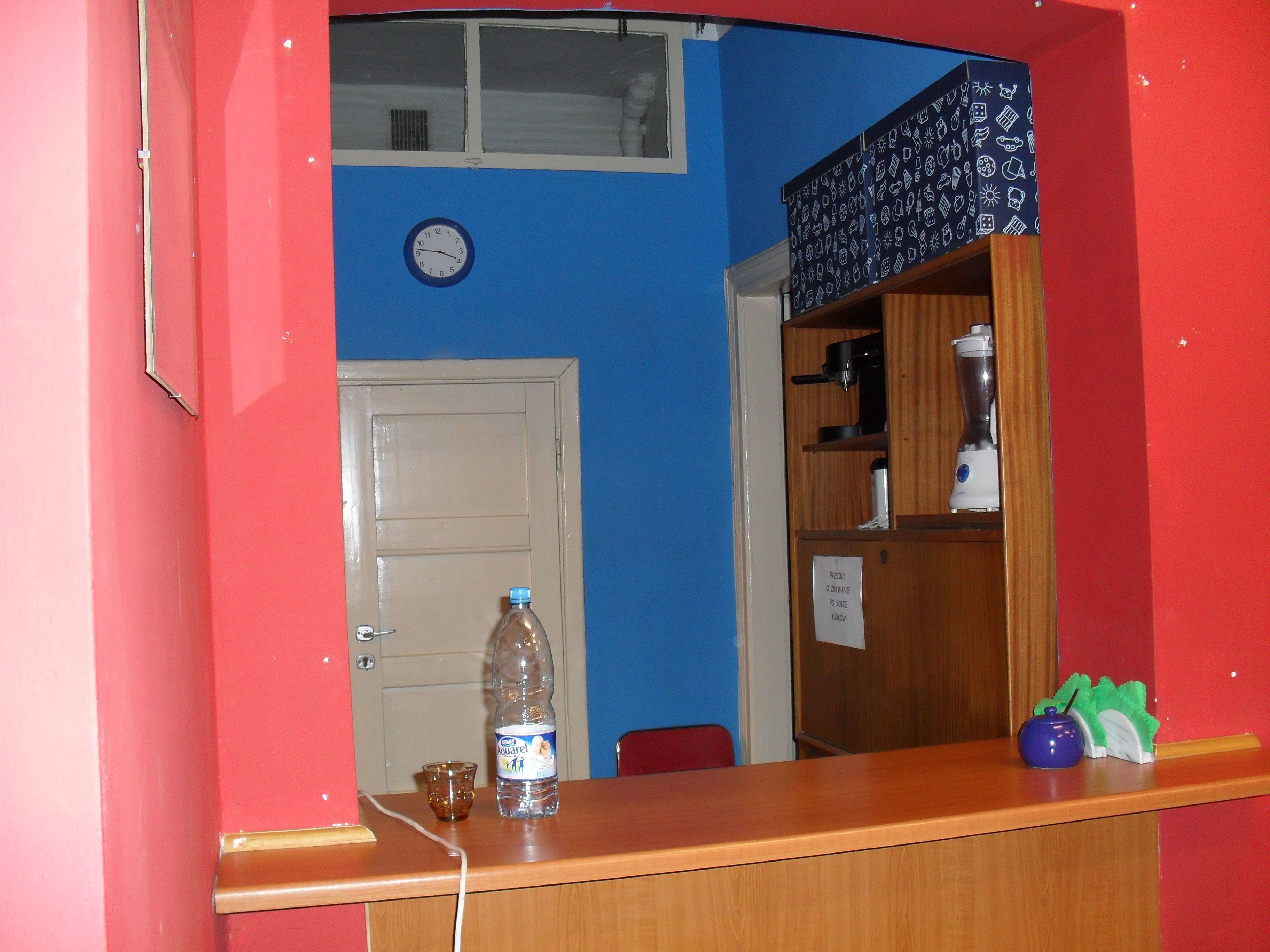
Kawiarenka zboru – lada
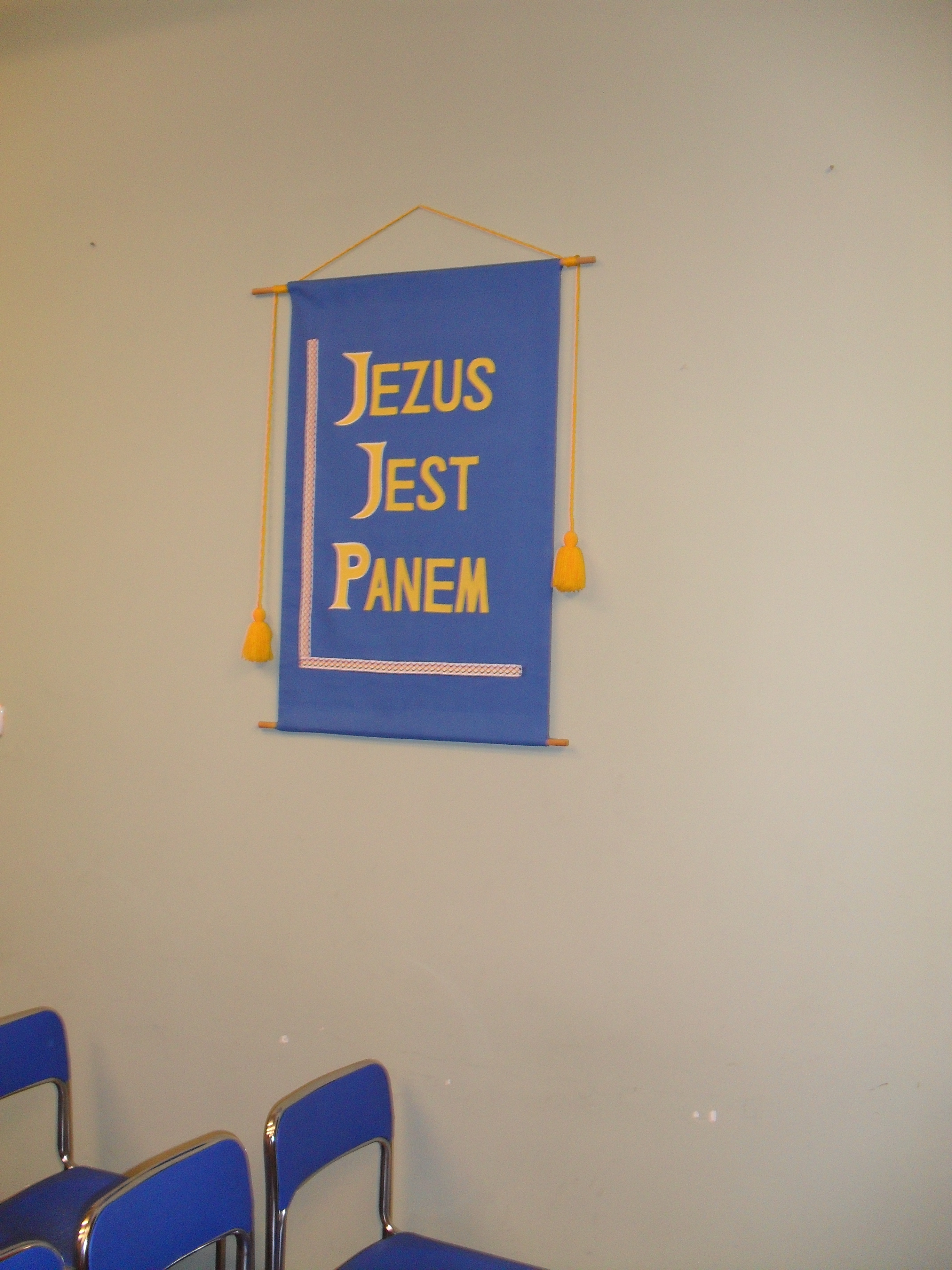
Obraz w kaplicy